# NGC 3596
NGC 3596 (również PGC 34298 lub UGC 6277) – galaktyka spiralna z poprzeczką (SBc), znajdująca się w gwiazdozbiorze Lwa. Odkrył ją William Herschel 8 kwietnia 1784 roku.